# Stazione di Fivizzano-Gassano
La stazione di Fivizzano-Gassano è situata nella piccola valle al di sotto del paese di Gassano, frazione del comune di Fivizzano. Insieme con la vicina stazione di Fivizzano-Rometta-Soliera è la più prossima al capoluogo comunale.
Originariamente concepito come stazione e dotato di un piccolo scalo merci, l'impianto è costituito da una semplice fermata ferroviaria lungo la linea Lucca-Aulla, nella tratta attivata il 4 dicembre 1911.

## Storia
Da settembre 2012 a dicembre 2013 nel fabbricato viaggiatori sono state ospitate le scuole primarie di Monzone, a causa dell'inagibilità dell'edificio sito in tale località. Nel 2002 la fermata risultava impresenziata insieme ad altri 25 impianti situati sulla linea.

## Servizi
La fermata è servita da alcune corse svolte da Trenitalia nell'ambito del contratto di servizio con la Regione Toscana.
La fermata dispone di:
- Capolinea autolinee
- Servizi igienici